# Maison Moritani
La Maison Moritani est l’une des Grandes Maisons du cycle de fiction de Dune de Frank Herbert. Elle apparaît dans les séries précédant le cycle initial, Avant Dune, écrites par Brian Herbert et Kevin J. Anderson.
La planète-fief de cette famille est Grumman. La Maison Moritani de Grumman, alliée des Harkonnen, est dirigée par un vicomte : Hundro Moritani. 
Elle est également connue pour son conflit avec la Maison Ecaz, à la suite de l’assassinat d’un diplomate d’Ecaz par un ambassadeur de Grumman, au cours d’une réception donnée par le comte Hasimir Fenring et son épouse Margot Fenring sur Arrakis. Une guerre entre les deux Maisons fut déclenchée, Moritani lança un raid contre Ecaz, en violation de la Grande Convention, ce qui eut pour conséquence l’envoi par l’empereur Padishah Shaddam IV de Sardaukars sur Grumman. Un cessez-le-feu fut signé, mais la Maison Moritani le viola, attaqua Ecaz et captura, puis exécuta le frère de l’archiduc Armand Ecaz, souverain de la Maison d’Ecaz, ainsi que la fille de celui-ci.
En représailles, les candidats au titre de Maître d’Escrime de Ginaz appartenant à la Maison Moritani qui ne dénoncèrent pas les actes déshonorants de Moritani furent expulsés de Ginaz, notamment Trin Kronos. Seul Hiih Resser, compagnon et ami de Duncan Idaho, resta. Par la suite, il dut tout de même rejoindre Grumman et se mettre au service du vicomte Moritani.
On opère souvent l’amalgame Grumman/Moritani. En vérité le nom de Grumman est celui de la Maison originelle de la planète. Selon Dune : Chronicles of the Imperium (Last Unicorn Games, 1998), l’empereur décida de la déchoir pour son impuissance à réduire une révolte d’envergure, et donna son fief à un général compétent. Le nom de Grumman resta pourtant à la planète et on prit l’habitude de le donner également aux Moritani.